# Alfons II d’Este
Alfons d’Este (ur. 22 listopada 1533 w Ferrarze, zm. 27 października 1597 tamże) – książę Ferrary i Modeny w latach 1559–1597. Był najstarszym synem Herkulesa II d’Este i Renaty Walezjuszki (młodszej córki Ludwika XII i Anny Bretońskiej).
Jako młody człowiek walczył w armii Henryka II przeciwko Habsburgom. Wspierał sztukę i naukę - podobnie jak wszyscy jego przodkowie. W czasie elekcji 1587 roku był kandydatem do tronu Rzeczypospolitej nieoficjalnie wysuniętym przez Henryka Walezego. Objął swoim mecenatem Torquata Tassa i Giovanniego Battistę Guariniego, zaś Luzzasco Luzzaschi służył na jego dworze jako organista.
W 1575 był kandydatem to tronu polskiego, popierał go Henryk III Walezy, a za jego sojuszników uchodzili również Zborowscy i Chodkiewiczowie. Również dla Mikołaja Krzysztofa Radziwiłła była to kandydatura poważna, niemniej z racji popierania jej przez Chodkiewiczów nie do zaakceptowania. Ostatecznie spośród Zborowskich za Alfonsem opowiedział się podczas głosowania w senacie jedynie Andrzej, marszałek nadworny koronny. Kandydatura księcia Ferrary na króla polskiego rozpatrywana była również podczas elekcji w 1586 jednak nie miała ona większego poparcia.
Był trzykrotnie żonaty:
- 2 lipca 1558 ożenił się z Lukrecją Medycejską (1545−1561), córką Kosmy Medyceusza, wielkiego księcia Toskanii i Eleonory Toledańskiej.
- 5 grudnia 1565 ożenił się po raz drugi: z Barbarą Austriaczką (1539−1572), ósmą córką cesarza Ferdynanda I i Anny Jagiellonki.
- 24 lutego 1579 ożenił się po raz trzeci: z Małgorzatą Gonzagą (1564−1618), najstarszą córką Wilhelma I, księcia Mantui i Eleonory Habsburżanki (Eleonora była starszą siostrą jego drugiej żony - Barbary).

## Sukcesja
Żadne z małżeństw nie przyniosło Alfonsowi znanych potomków (nie posiadał również dzieci nieślubnych). Dlatego główna linia d’Este skończyła się po jego śmierci, w 1597. Cesarz Rudolf II Habsburg uczynił spadkobiercą d’Este jego kuzyna – Cezara d’Este (1561−1628) – wojskowego. Ten utracił wkrótce Ferrarę i dalej rządził w księstwie Modeny.